# 隈元信一
隈元 信一（くまもと しんいち、1953年 - 2023年10月17日）は、日本のジャーナリスト、元・朝日新聞記者、論説委員。

## 経歴
鹿児島県種子島生まれ。
東京大学文学部を国史学を専攻して卒業した後、農学部へ学士入学した。
1979年に記者として朝日新聞社に入社し、前橋支局、青森支局、学芸部、論説委員、編集委員などを経て、2015年に青森県むつ支局長となり、2017年に退社した。
この間、大韓民国の高麗大学校で客員副教授も務めた。また、2013年には、連載「原発とメディア」で、取材班を代表して科学ジャーナリスト大賞を受賞した。
2017年以降は、フリージャーナリストとして活動し、日本ジャーナリスト会議の運営委員なども務めた。
2022年の時点で、末期がんで闘病中であり、闘病記も発表していた。

## おもな著書
- 永六輔 時代を旅した言葉の職人、平凡社（平凡社新書）、2017年
- 探訪 ローカル番組の作り手たち、はる書房、2022年